# Filodulcina
Filodulcina, conhecida também pela designação phyllodulcin, é uma dihidroisocumarina que ocorre naturalmente em algumas espécies do género Hydrangea, nomeadamente em Hydrangea macrophylla e Hydrangea serrata. O composto apresenta forte actividade edulcorante, sendo 400-800 vezes mais adoçante que o açúcar de mesa.